# مطرانية الرومان الكاثوليك في ميروكي
مطرانية الرومان الكاثوليك في ميروكي (بالإنجليزية: Roman Catholic Archdiocese of Merauke)‏ هي أبرشية تقع في إندونيسيا في . يقدر عدد سكانها بـ 244,440 نسمة .